# Dana Delany
Dana Welles Delany (Nueva York, 13 de marzo de 1956) es una actriz, productora ejecutiva y activista estadounidense. A lo largo de sus más de treinta años de carrera incursionó en cine, teatro y televisión.

## Carrera
Se convirtió en actriz a mediados de los años 1970. En 1985 participa de la serie televisiva Luz de luna, en el episodio "Conociéndola", interpretando a un viejo amor del detective David Addison (Bruce Willis). Alcanzó la fama a finales de la década de 1980 cuando protagonizó la serie televisiva China Beach, donde interpretó el rol de Colleen McMurphy. Por su desempeño en el programa ganó dos premios Emmy y fue nominada al Globo de Oro. Posteriormente participó en películas como Light Sleeper (1992), Tombstone (1993), Exit to Eden (1994), The Margaret Sanger Story (1995), Fly Away Home (1996), True Women (1997) y Wide Awake (1998) y ha puesto la voz a Lois Lane en la versión animada de Superman.
A principios de la década de 2000, protagonizó las series Pasadena (2001), Presidio Med (2002-2003) y Kidnapped (2006-2007), las cuales fracasaron tras emitirse cada una por una temporada. Entre 2007 y 2010, Dana integró el reparto de la comedia dramática Mujeres desesperadas, donde hizo el papel de Katherine Mayfair. Volvió a participar en esta serie en sus últimos dos episodios, para 'cerrar' la historia de su personaje cuando terminó Mujeres desesperadas. Desde mediados de 2011 y hasta 2013 dio vida a la doctora Megan Hunt en la serie dramática de la cadena ABC, El cuerpo del delito.

## Filmografía

### Cine
| Año  | Película                               | Personaje               | Notas       |
| ---- | -------------------------------------- | ----------------------- | ----------- |
| 1981 | The Fan                                | Vendedora               |             |
| 1984 | Almost You                             | Susan McCall            |             |
| 1986 | Where the River Runs Black             | Hermana Ana             |             |
| 1988 | Masquerade                             | Anne Briscoe            |             |
| 1988 | Patty Hearst                           | Gelina                  |             |
| 1988 | Moon over Parador                      | Jenny                   |             |
| 1992 | Light Sleeper                          | Marianne                |             |
| 1992 | Housesitter                            | Becky Metcalf           |             |
| 1993 | Tombstone                              | Josephine Marcus        |             |
| 1993 | Batman: Mask of the Phantasm           | Andrea Beaumont         | Voz         |
| 1994 | Exit to Eden                           | Lisa Emerson            |             |
| 1995 | Live Nude Girls                        | Jill                    |             |
| 1996 | Fly Away Home                          | Susan Barnes            |             |
| 1998 | The Curve                              | Dr. Ashley              |             |
| 1998 | Wide Awake                             | Mrs. Beal               |             |
| 1999 | Outfitters                             | Cat Bonfaim             |             |
| 2000 | The Right Temptation                   | Anthea Farrow-Smith     |             |
| 2002 | Mother Ghost                           | Karen Bennett           |             |
| 2003 | Spin                                   | Margaret Swift-Bejarano |             |
| 2005 | Getting to Know You                    | Marla                   |             |
| 2006 | Superman: Brainiac Attacks             | Lois Lane               | Voz y video |
| 2007 | Route 30                               | Amish Martha            |             |
| 2008 | A Beautiful Life                       | Anne                    |             |
| 2008 | Flying Lessons                         | Jeanne                  |             |
| 2010 | Multiple Sarcasms                      | Annie                   |             |
| 2010 | Camp Hell                              | Patricia                |             |
| 2010 | Drunkboat                              | Eileen                  |             |
| 2012 | Freelancers                            | Lydia Vecchio           |             |
| 2013 | Justice League: The Flashpoint Paradox | Lois Lane               | Voz y video |
| 2017 | Literally, Right Before Aaron          | Wendy                   |             |
| 2024 | The Union                              | Nicole Coffman          |             |

### Televisión
| Año       | Título                                          | Personaje                       | Notas                                                           |
| --------- | ----------------------------------------------- | ------------------------------- | --------------------------------------------------------------- |
| 1978      | Ryan's Hope                                     | Cliente del bar de Ryan         |                                                                 |
| 1978-79   | Love of Life                                    | Amy Russell                     |                                                                 |
| 1981      | As the World Turns                              | Hayley Wilson Hollister         | Desde el 2 de enero de 1981 al 1 de diciembre de 1981           |
| 1984      | Threesome                                       | Laura Shaper                    | Película para TV                                                |
| 1984      | The Streets                                     | Jeannie                         | Película para TV                                                |
| 1985      | Moonlighting                                    | Jillian Armstrong               | Episodio: "Knowing Her"                                         |
| 1986      | A Winner Never Quits                            | Nora                            | Película para TV                                                |
| 1986      | Liberty                                         | Moya Trevor                     | Película para TV                                                |
| 1986-87   | Magnum, P.I.                                    | Cynthia Farrell                 | Episodio: "L.A." y "Out of Sync" temporada 7                    |
| 1987      | Sweet Surrender                                 | Georgia Holden                  | 6 episodios                                                     |
| 1988      | Thirtysomething                                 | Eve                             | Episodio: "South by Southeast" temporada 1                      |
| 1988-91   | China Beach                                     | Colleen McMurphy                | 62 episodios                                                    |
| 1990      | A Promise to Keep                               | Jane Goodrich                   | Película para TV                                                |
| 1992      | Cheers                                          | Susan Metheny                   | Episodio: "Love Me, Love My Car" temporada 11                   |
| 1993      | Wild Palms                                      | Grace Wyckoff                   | Miniserie de TV, 5 episodios                                    |
| 1993      | Donato and Daughter                             | Lieutenant Dena Donato          | Película para TV                                                |
| 1994      | The Enemy Within                                | Betsy Corcoran                  | Película para TV                                                |
| 1994      | Texan                                           | Anne Williams                   |                                                                 |
| 1995      | Fallen Angels                                   | Helen Fiske                     | Episode: "Good Housekeeping"                                    |
| 1995      | Choices of the Heart: The Margaret Sanger Story | Margaret Sanger                 | Película para TV                                                |
| 1996      | For Hope                                        | Hope Altman                     | Película para TV                                                |
| 1996      | Wing Commander Academy                          | Gwen Archer Bowman              | Voz, 13 episodios                                               |
| 1996-2000 | Superman: The Animated Series                   | Lois Lane                       | Voz, 44 episodios                                               |
| 1997      | Duckman: Private Dick/Family Man                | Dr. Susan Fox                   | Voz, episodio: "Role with It"                                   |
| 1997      | True Women                                      | Sarah Ashby McClure             | Película para TV                                                |
| 1997      | Spy Game                                        | Honey Trapp                     | Episodio: "Dead and Gone, Honey"                                |
| 1998      | The Batman Superman Movie: World's Finest       | Lois Lane                       | Voz, Película para TV                                           |
| 1998      | The Patron Saint of Liars                       | Rose Cleardon Abbott            | Película para TV                                                |
| 1998      | Rescuers: Stories of Courage: Two Couples       | Johtje Vos                      | Película para TV                                                |
| 1999      | Resurrection                                    | Clare Miller                    | Película para TV                                                |
| 1999      | Sirens                                          | Sally Rawlings                  | Película para TV                                                |
| 1999      | Shake, Rattle and Roll: An American Love Story  | Elaine Gunn                     | Película para TV                                                |
| 2001      | Family Law                                      | Mary Sullivan                   | Episodio: "Safe At Home"                                        |
| 2001      | Final Jeopardy                                  | Alexandra Cooper                | Película para TV y coproductora exclusiva                       |
| 2001-02   | Pasadena                                        | Catherine McAllister            | 13 episodios                                                    |
| 2002      | Conviction                                      | Martha                          | Película para TV                                                |
| 2002-03   | Presidio Med                                    | Dr. Rae Brennan                 | 13 episodios                                                    |
| 2003      | A Time to Remember                              | Britt Calhoun                   | Película para TV                                                |
| 2003-05   | Justice League                                  | Lois Lane, Maggie Sawyer, Loana | Voz, 7 episodios                                                |
| 2004      | Baby for Sale                                   | Nathalie Johnson                | Película para TV                                                |
| 2004      | Law & Order: Special Victims Unit               | Carolyn Spencer                 | Episodio: "Obscene" temporada 6                                 |
| 2004      | Boston Legal                                    | Samantha Fleming                | Episodio: "Truth Be Told"                                       |
| 2005      | Kojak                                           | Kate McNeil                     | Episodios: "All Bets Are Off, Parte I y II"                     |
| 2005-06   | Related                                         | Francesca Sorelli               | Episodios: "Francesca" y "The Move"                             |
| 2006      | The L Word                                      | Senator Barbara Grisham         | Episodio: "Light My Fire"                                       |
| 2006      | Battlestar Galactica                            | Sesha Abinell                   | Episodio: "Sacrifice"                                           |
| 2006      | The Woman with the Hungry Eyes                  | Theda Bara                      | Voz                                                             |
| 2006      | Kidnapped                                       | Ellie Cain                      | 13 episodios                                                    |
| 2007      | The Batman                                      | Lois Lane                       | Voz, episodios: "Superman Story, Parte I y II"                  |
| 2007-12   | Desperate Housewives                            | Katherine Mayfair               | (Temporadas 4-6), Aparición especial (Temporada 8) 55 episodios |
| 2010      | Batman: The Brave and the Bold                  | Vilsi Vaylar                    | Voz, episodio: "The Super-Batman of Planet X!" temporada 2      |
| 2010      | Castle                                          | Agente especial Jordan Shaw     | Episodios: "Tick, Tick, Tick..." y "Boom!"                      |
| 2010      | Firebreather                                    | Margaret Rosenblatt             | Voz, película para TV                                           |
| 2011-13   | Body of Proof                                   | Dr. Megan Hunt                  | 42 episodios                                                    |
| 2014-17   | Hand of God                                     | Crystal Harris                  | 20 episodios                                                    |
| 2015      | The Comedians                                   | Julie                           | 5 episodios                                                     |
| 2015      | No Second Chance                                | Loraine Transmore               | Miniserie francesa, 4 episodios                                 |
| 2018      | Bull                                            | Asistente US Attorney Banner    | Episodio: "Bad Medicine"                                        |
| 2019      | The Code                                        | Coronel Glenn Turnbull, USMC    |                                                                 |
| 2022-2024 | Tulsa King                                      | Margaret Deveraux               |                                                                 |
| 2023      | The Other Two                                   | Emily Overruled                 | Episodio: "Brooke Gets Her Hands Dirty"                         |
| 2023      | Mayans M.C.                                     | Patricia Devlin                 | 5 episodios                                                     |

### Otros trabajos
| Año  | Título                          | Personaje                | Notas                                     |
| ---- | ------------------------------- | ------------------------ | ----------------------------------------- |
| 1974 | South Pacific                   | Nellie Forbush           | Musical en Phillips Academy               |
| 1980 | A Life                          |                          | Personaje de Broadway                     |
| 1983 | Wisk detergent                  | Mujer en el ascensor     | Comercial de TV                           |
| 1983 | Blood Moon                      | Innocent pre-med student | Off-broadway production by Nicholas Kazan |
| 1995 | Translations                    | Maire                    | Broadway play (short-lived)               |
| 1998 | Louise Brooks: Looking for Lulu |                          | Documental                                |
| 2000 | Dinner with Friends             | Beth                     | Stage; Pulitzer-prize script              |
| 2003 | Much Ado About Nothing          | Beatrice                 | Stage, San Diego                          |
| 2006 | Vietnam Nurses with Dana Delany | Host                     | Documental                                |
| 2007 | Life on the Refrigerator Door   | Narradora                | Audio libro por Alice Kuipers             |
| 2009 | PoliWood                        | Ella misma               | Documental                                |
| 2009 | Annul Victory                   | Ella misma               | Documental                                |
| 2013 | The Parisian Woman              | Chloe                    | Teatro                                    |
| 2017 | The Night of the Iguana         | Maxine Faulk             |                                           |